# Tomasz Rostworowski

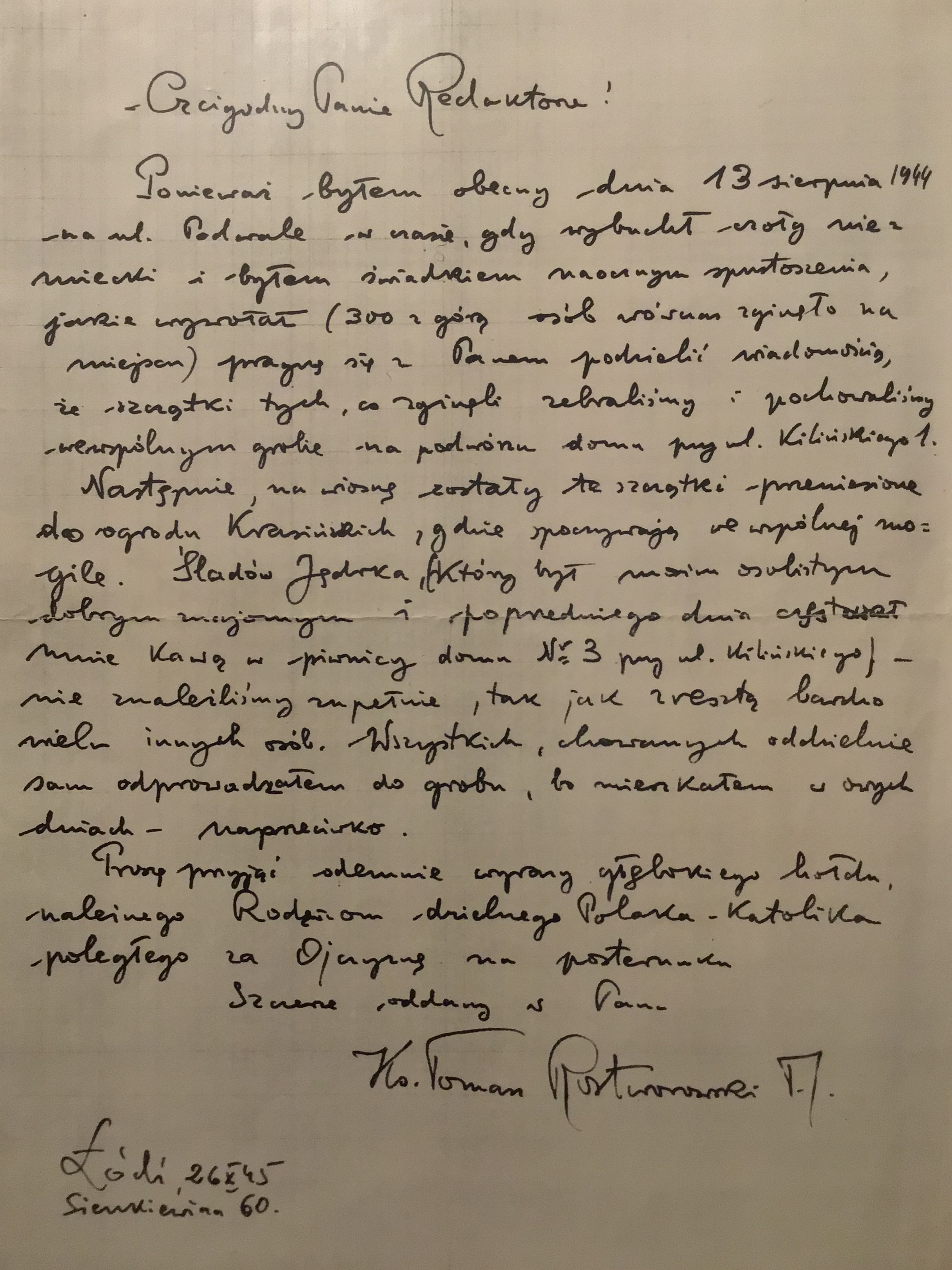
List ks. Tomasza Rostworowskiego do red. Zygmunta Augustyńskiego

Tomasz Rostworowski (ur. 9 listopada 1904 w Warszawie, zm. 9 marca 1974 w Łodzi) – polski duchowny, jezuita, muzyk-pedagog, harcerz, żołnierz AK, uczestnik obrony Lwowa i powstania warszawskiego, kierownik polskiej sekcji Radia Watykańskiego.
Syn muzyka Karola Pawła (1874–1927), brat ekonomisty Stefana Mariana (1907–1981) i oficera Jerzego Mariana (1911–1986).

## Życiorys
Był absolwentem Prywatnego Gimnazjum im. Stefana Batorego w Lublinie (tzw. Szkoły Lubelskiej), gdzie w roku 1922 zdał maturę, a także lubelskiej szkoły muzycznej im. Stanisława Moniuszki. Po maturze podjął studia historyczne i filozoficzne na KULu. Był założycielem, pierwszym skarbnikiem i filistrem korporacji akademickiej Concordia. W 1923 r. wstąpił do Towarzystwa Jezusowego. Po dwuletnim nowicjacie wznowił studia filozoficzne w Nowym Sączu oraz w Krakowie. Swoją posługę kontynuował w Wilnie, będąc nauczycielem w jezuickim Gimnazjum św. Kazimierza.
W tym czasie kontynuował studia w Konserwatorium Muzycznym na wydziale nauczycielskim, złożywszy odpowiednie egzaminy stał się zawodowym nauczycielem muzyki i pedagogiem. Swoją naukową działalność rozwijał w lubelskim „Bobolanum” studiując tam teologię – uzyskał tytuł licencjata w roku 1936. Święcenia kapłańskie uzyskał 23 czerwca 1935 r. Po studiach w Lublinie, powrócił do pracy w wileńskim gimnazjum, angażując się zarówno w działalność pedagogiczną, duszpasterską, jak i harcerską (w 1937 r. został mianowany harcmistrzem).
W roku 1940 został wysłany do Warszawy. Przez 2 lata pełnił funkcję ekonoma w domu zgromadzenia przy ul. Rakowieckiej. W tym czasie zaczął również wspomagać działalność konspiracyjną, zwłaszcza tę, w którą zaangażowani byli harcerze – był wychowawcą drużyn harcerskich, odbierał przyrzeczenia nowych harcerzy. Objął również opieką najuboższe dzieci ówczesnej Warszawy organizując dla nich świetlicę i stołówkę. Jednocześnie prowadził kursy etyki w Szkole Położnych przy ul. Karowej. Był zaangażowany w niesienie pomocy Żydom.
Był jednocześnie żołnierzem Armii Krajowej (ps. „ksiądz Marek”, „ojciec Tomasz”), a podczas powstania oficjalnym kapelanem KG AK, batalionów „Wigry” i „Gustaw”. Po kapitulacji Starówki 2 września 1944 r. został wraz z rannymi w szpitalu przy ul. Długiej, gdzie był naocznym świadkiem zbrodni ludobójstwa dokonanej przez wojska niemieckie na pacjentach tej placówki. Uciekł z niewoli, przeżył miesiąc w jednej z ocalałych piwnic Starówki. Po upadku powstania pełnił funkcję duszpasterza w podwarszawskich miejscowościach. Odprowadzał do zbiorowej mogiły poległych 13 sierpnia 1944 od wybuchu czołgu-pułapki na ul. Kilińskiego na warszawskim Starym Mieście.
Wszedł w skład Biura Studiów powołanego w październiku 1944 w Krakowie przez byłego prezesa Rady Głównej Opiekuńczej Adama Ronikiera jako zalążek kolaboracyjnego samorządu polskiego, który miał organizować aprowizację dla Trzeciej Rzeszy w ostatniej fazie wojny pod hasłem ratowania Polski przed komunizmem.
Na początku 1945 r. został oddelegowany do Łodzi, gdzie został duszpasterzem akademickim. Pełnił tę funkcję do roku 1950, zapewniając łódzkim studentom nie tylko opiekę duchową, ale często również materialną. Był także prefektem w czterech łódzkich szkołach średnich, m.in. w I Państwowym Liceum i Gimnazjum im. M. Kopernika w Łodzi. Założył w Łodzi Studium Wyższej Wiedzy Religijnej. W maju 1947 r. został opiekunem wszystkich akademickich Sodalicji Mariańskich. Aresztowany przez funkcjonariuszy Urzędu Bezpieczeństwa 21 stycznia 1950, a następnie skazany na 12 lat więzienia za rzekomą działalność antypaństwową. Z więzienia został zwolniony w 1956. Wkrótce podjął pracę w Kaliszu jako opiekun jezuickiego nowicjatu. W latach 1957–1963 był duszpasterzem środowisk akademickich i katolickiej inteligencji w Łodzi i Lublinie. W 1963 r. wysłany do Watykanu do pracy w polskiej sekcji Radia Watykańskiego, której był kierownikiem w latach 1967–1973.
W Łodzi odbywa się Festiwal o. Tomasza Rostworowskiego, patronat nad nim od 2009 objął kwartalnik Myśl.pl.
Został pochowany w grobowcu ojców jezuitów na cmentarzu św. Wincentego na Dołach w Łodzi.

## Odznaczenia
- Krzyż Srebrny Orderu Virtuti Militari nr 12361[5]
- Krzyż Komandorski Orderu Odrodzenia Polski – pośmiertnie[6]
- Krzyż Walecznych (dwukrotnie)
- Złoty Krzyż Zasługi z Mieczami